# Tympanocryptis intima
Tympanocryptis intima là một loài thằn lằn trong họ Agamidae. Loài này được Mitchell mô tả khoa học đầu tiên năm 1948.